# Ruhr-Marks voetbalkampioenschap 1910/11
In 1910/11 werd het negende Ruhr-Marks voetbalkampioenschap gespeeld, dat georganiseerd werd door de West-Duitse voetbalbond. Vorig jaar ging de competitie van Ruhr samen met die van Noordrijn, dit jaar samen met die van Mark. 
VfvB Ruhrort werd kampioen en plaatste zich voor de West-Duitse eindronde. De club versloeg VfVuSp 1896 Düren en FC Olympia Osnabrück en verloor in de finale van Duisburger SpV.  

## A-Klasse
| Plaats | Club                      | Wed. | W | G | V | Saldo | Ptn.  |
| ------ | ------------------------- | ---- | - | - | - | ----- | ----- |
| 1.     | VfvB Ruhrort 1900         | 16   |   |   |   | 53:22 | 28:4  |
| 2.     | SV Viktoria 1903 Duisburg | 16   |   |   |   | 61:24 | 25:7  |
| 3.     | Dortmunder FC 95          | 16   |   |   |   | 40:21 | 19:13 |
| 4.     | Meidericher SpV 02        | 16   |   |   |   | 62:40 | 18:14 |
| 5.     | Essener SV 1899           | 16   |   |   |   | 38:46 | 15:17 |
| 6.     | SuS Schalke 1896          | 16   |   |   |   | 32:60 | 12:20 |
| 7.     | BV 04 Gelsenkirchen       | 16   |   |   |   | 28:44 | 10:22 |
| 8.     | BV Dortmund 04            | 16   |   |   |   | 23:50 | 9:23  |
| 9.     | Essener TC                | 16   |   |   |   | 18:48 | 8:24  |

|  | Kampioen |